# Derecho de transmisión
La denominación doctrinal “derecho de transmisión” alude al supuesto en que el llamado a una herencia muere sin haber hecho uso de la facultad de opción que le corresponde para aceptar o repudiar la sucesión de su causante, hecho que provoca que sus herederos se subroguen en la titularidad de ese ius optionis y adquiera la herencia del primer causante.

## Orígenes y Fundamento
Prevaleció en Roma el principio prohibitivo de la transmisión del llamamiento o delación. Según Justiniano, “hereditatem nisi fuerit adita, transmitti nec veteres concedebant nec nos patimur”. No obstante, el Derecho pretoriano y el imperial concibieron algunas excepciones a la regla y llegó a acogerse cuando el sujeto llamado moría dentro del año siguiente a la apertura de la sucesión.
Como sabemos, la noción rígidamente personalista de la hereditas fue debilitándose en el devenir histórico y al realzarse su esencia patrimonial, llegó a admitirse plenamente la transmisibilidad de la delación.
Nos encontramos en el estado durante el cual la sucesión se halla abierta, la herencia deferida u ofrecida a un sujeto concreto e individualizado, sea en virtud de testamento o ex lege, que no la ha aceptado ni repudiado, por haberle sorprendido la muerte en el plazo establecido para adquirirla. Corresponde, pues, al momento en que la herencia está yacente.
Antes de la apertura de la sucesión, el sujeto con vocación sucesoria no es titular de facultad o derecho subjetivo alguno, ni siquiera es beneficiario de reales expectativas jurídicas. Si muere, se produce el llamamiento hereditario efectivo al sustituto vulgar (sucesión testamentaria) o a su descendiente o representante (sucesión intestada); y en defecto de ambos, a sus coherederos por acrecimiento.
Después de abierta la sucesión y una vez aceptada o repudiada por el sujeto llamado; en el primer caso, transmite a sus herederos el patrimonio hereditario que adquirió, junto con el suyo propio; en el segundo, sólo transmite las relaciones jurídicas que conforman su herencia, pues el ejercicio de la opción en sentido negativo extingue la delación y con ello, la posibilidad de ser transmitida.
La delación, llamamiento que tiene lugar una vez abierta la herencia y fundada, ya sea en el título sucesorio voluntario o legal, produce como principal efecto, el nacimiento de un derecho subjetivo, facultad o situación de poder concreto en cabeza del sujeto llamado, que lo legitima para aceptar o repudiar la herencia que le ha sido deferida (ius delationis, ius optionis, ius adeundi vel repudiandi). Cuando el titular del mismo postmuere, lo transmite, junto con el resto de los derechos y obligaciones que integran su patrimonio, a sus herederos.
No se trata de un modo especial de suceder, sino de la natural aplicación de las reglas de la transmisibilidad de los derechos. No hay derecho de transmisión sino transmisión de un derecho, en el cual se sucede, sea por voluntad del causante, por derecho propio o por derecho de representación.

## Requisitos
En primer lugar, que se abra la sucesión de alguien que podríamos llamar A (primer causante); que consiguientemente se produzca el llamamiento a un sujeto –B- que ha sobrevivido al causante y resulta capaz de sucederle (transmitente o segundo causante); que B postmuera a A sin haber aceptado ni repudiado la herencia, lo que implica que ha fallecido dentro del plazo legal establecido para ejercitar el ius delationis; y que una vez abierta la sucesión del segundo causante, y ofrecida a un tercer sujeto –C- sea por testamento o por ley, este acepte la herencia de B; es entonces cuando C (transmisario) se subroga en la posición jurídica de su causante inmediato, adquiriendo los derechos transmisibles por mortis causa, dentro de los cuales se encuentra la facultad de aceptar o repudiar la herencia de su causante mediato A.
El principal problema que plantea la sucesión iure transmissionis radica en determinar a quién hereda directamente el transmisario, y por consiguiente, respecto a cuál de los causantes se exige la capacidad para suceder. Se trata de si el transmisario, cuando ejercita el ius delationis contenido en la herencia de su primer causante y tansmitente, se convierte en heredero del primer causante o si, por el contrario, es un simple heredero del transmitente. Esto conlleva necesariamente a anticipar nociones generales que serán abundadas con profundidad a posteriori, como son las relativas a la vocación, la delación y la testamentificación pasiva.
Para Albaladejo el transmisario es verdadero y directo heredero del primer causante: es sucesor del transmitente en el ius delationis y sucesor del primer causante en la herencia de este, recta vía y no a través del transmitente. La primera delación subsiste, sólo cambia el sujeto titular del ius delationis. De ahí que el autor propugne la teoría de la doble capacidad, pues al haber dos sucesiones independientes, se requerirá que el causahabiente, goce de doble capacidad sucesoria: respecto al transmitente, de cuyo patrimonio adquirirá el derecho de opción, así como en relación con el primer causante, al convertirse en su heredero con el ejercicio en forma positiva de dicha facultad.
En el extremo opuesto, encontramos el pensamiento de José Luis Lacruz Berdejo que, siguiendo a ROCA SASTRE, considera que el transmisario es heredero del transmitente y nunca del segundo causante, por lo que el requisito de la capacidad para suceder sólo deberá observarse en relación con el segundo e inmediato causante. La aceptación del transmisario determina que herede el transmitente; y sólo a través de este, como parte de la herencia de este, llega hasta la esfera jurídica del transmisario la sucesión del primer causante.
Fernández Álvarez y Pascual de la Parte ofrecen interesantes argumentos en defensa de esta segunda posición. Para ellos, está muy claro que “el transmitente es el verdadero heredero del primer causante y nunca lo puede ser el transmisario”.
Para los autores, lo que se transmite es sólo el contenido de la delación, pero en modo alguno, la titularidad misma del ius delationis, que permanecerá localizada en el transmitente, por ser inseparable de su persona, y por tanto, intransmisible. El objeto de la transmisión, pues, es un “simple título legitimador” para que el transmisario ejercite el contenido de una vocación-delación de la que sigue siendo titular el transmitente. En fin, que es el ejercicio y no la titularidad lo que adquiere el transmisario, pues esta es consustancial a la persona del transmitente.
Sostienen que la aceptación de la herencia por parte del transmitente es una condictio iuris para que opere la successio iure transmissionis, y como tal, un presupuesto lógico-jurídico indispensable para que pueda el transmisario adquirir la herencia del primer causante, de forma indirecta y nunca recta vía. 
Fernández Álvarez y Pascual de la Parte arguyen que “lo que sucede es que, temporalmente, provisionalmente, en la fase de pendente condictione, la cualidad de delado no se extingue a su fallecimiento; tal titularidad permanece localizada temporalmente en la persona del delado. O, dicho de una manera muy gráfica, la consolidación o extinción de la titularidad a favor del transmitente que fallece sin aceptar ni repudiar se suspende a modo de “levitación jurídica” hasta que la condición se cumpla o no (aceptando o renunciando) siguiendo la misma suerte que los efectos de su cumplimiento e incumplimiento...Lo que se produce pendente condictione es una suspensión de principios sucesorios (subsistencia de la titularidad o cualidad de delado en el transmitente, no obstante haber ocurrido su fallecimiento) o ‘levitación’ de los mismos”.
“El propio juego de la eficacia retroactiva de la condictio iuris cumplida (aceptación) -continúan- permite afirmar y presumir que el transmitente aceptó la herencia y adquirió la cualidad de heredero en vida: concretamente en el último y postrero instante de su vida terrenal (coincidente con su fallecimiento, en el que transmite, o si se quiere, sin más diferencia que un instante de razón), toda vez que, en caso contrario, nada podría haber trasmitido (que sí transmite)”.
Por otra parte, aseguran que “solamente la persona delada, previamente designada (o si se prefiere, ‘nombrada’ por el testador o por la ley, con carácter único o preferente, exclusivo o excluyente, va a poder ser heredera del causante. El título de delado es intransmisible, al igual que la condición de heredero (...) El ‘muro jurídico’ que supone la delación exclusiva y excluyente, actual y concreta, a favor del transmitente, impide esta posibilidad”.
A su juicio, si el transmisario fuera heredero del primer causante, de esta última condición disfrutaría la persona elegida de forma caprichosa, arbitraria y discrecional por el transmitente, al margen o con independencia de la voluntas testatoris o del llamamiento legal que opera cuando tenga lugar la apertura de la sucesión intestada.
Sobre la capacidad para suceder, piensan que el transmisario ha de tener plena capacidad para suceder tanto al transmitente como al primer causante, pues esta es requisito para la actuación o el ejercicio del ius delationis.
La cuestión de quién hereda a quién sólo es relevante a los efectos de determinar a cuál de los sujetos intervinientes cabe exigir la capacidad para suceder; es decir, si al transmisario le basta suceder al transmitente y querer la herencia del primer causante para adquirirla, o si para poder, no le basta quererla, sino ser capaz para recibirla. Toda discusión que exceda de esto, peca de bizantina.
Es cierto que la vocación, como llamamiento virtual, designación y nombramiento hecho por el causante en su testamento, según su más interno designio; o por ley, atendiendo al vínculo de parentesco consanguíneo, es personalísima y como tal, intransmisible; pero la delación (que ya es extrínseca y objetiva), o más concretamente, el ius delationis, desde el Derecho Romano se halla patrimonializado y susceptible de transmisión mortis causa a título universal.
No se trata de que se transmita la vocación del transmitente, esta se extingue, sino de la transmisión de la delación o llamamiento (que perdura hasta su ejercicio) a otro sujeto, con base en un nuevo fundamento, una nueva vocación, distinta y separada de la anterior, consistente en ser heredero de aquel que fue llamado, y que puede no quererlo el causante pero lo quiere la ley, fuente suficiente para crear vocaciones, transmitir o apagar delaciones, etcétera.
La idea del ius delationis gravitando sobre el cadáver del transmitente, hasta que el heredero de este, tomándolo prestado de la atmósfera, lo ejercita, y entonces el muerto deviene heredero como por arte de magia, sólo para defender la vigencia de un hipotético principio sucesorio -anclado en la infancia del Derecho de Sucesiones- que postula la intransmisibilidad del derecho de aceptar o repudiar la herencia - colisiona con supraprincipios del Derecho Civil, como los son el de que con la muerte se extingue la personalidad jurídica, es decir, la aptitud para ser titular de derechos y obligaciones, y nada se queda “levitando”, lo que no se extingue se transmite, y el ius delationis es de los que se transmiten, no por el arbitrio de nadie sino porque así lo quiere la ley. Cabe también decir que lo transmisible no es el ejercicio, sino el derecho. En ningún lugar del ordenamiento jurídico se transmiten “ejercicios” sino situaciones jurídicas activas y pasivas. No existe la titularidad sobre el ejercicio sino la titularidad sobre el derecho, y quien ejercita es porque tiene el derecho, sea pura y simplemente, sujeto a condición o ad tempore.
Es a todas luces evidente que el transmisario sucede directamente al transmitente, y que por tanto, debe ser capaz a su respecto; pero cuando aquel ejercita la titularidad, aceptando la herencia del primer causante, se subroga, subentra en la totalidad de sus relaciones jurídicas, tanto activas como pasivas, por causa de muerte, y esto en Derecho de Sucesiones se llama ser heredero; y esto no lo salva el efecto retroactivo de la aceptación porque además de que esta no tiene la fuerza de resucitar a los muertos, es una ficción (de la ley no de la doctrina) cuya única razón de ser es entender que no existe solución de continuidad en la transmisión de la herencia, y que siempre ha habido un titular.
Lo anterior es suficiente para aplicarle al transmisario (en su calidad de heredero del primer causante), las normas de la capacidad para suceder. Si no necesitara el transmisario ser capaz de suceder al primer causante, pudiera pensarse que indirectamente se estarían infringiendo las normas imperativas en materia de incapacidad para suceder, permitiendo a un sujeto incapaz, llegar a adquirir el patrimonio de aquel a quien le negó alimentos, o indujo fraudulentamente a cambiar su voluntad testamentaria, por ejemplo. Se obtendría un resultado contrario al espíritu del legislador, atentatorio además contra la ética y los valores más elementales que subyacen en las normas reguladoras de la testamentifactio pasiva, fundamentalmente en lo relativo a las causas de indignidad para suceder. Considero que el sujeto transmisario, después de aceptar la herencia de su causante más próximo, se subroga en la titularidad del ius delationis con posibilidad actual de ejercitarlo siempre que sea, además, capaz para suceder al primer causante, requisito sine qua non de legitimación.
Como se ha dejado entender, el derecho de transmisión procede, tanto en la sucesión testamentaria como intestada. No es una verdadera forma de suceder, sino un derecho singular objeto de sucesión.

## Naturaleza jurídica
El derecho de opción o ius delationis se ubica dentro de la categoría de los llamados derechos potestativos. Esta clasificación aparece en la doctrina por la imposibilidad de reconducir a un determinado grupo de poderes jurídicos a la tipología tradicional de los derechos reales y los personales o de crédito.
Los derechos potestativos son aquellos que, a diferencia de los ya clásicos, no entrañan como contrapartida de su titularidad una situación de deber o sujeción en otra persona. Su modo natural de ejercitarlos es a través de la declaración unilateral de voluntad de su titular, provocando un efecto jurídico concreto.
El ejercicio del ius delationis tiene lugar con la celebración de los actos jurídicos unilaterales de aceptación o renuncia a la herencia. No existe sujeto pasivo del mismo sino que origina como consecuencia la modificación subjetiva de una relación jurídica preexistente, o la puesta en práctica de ulteriores instituciones como la sustitución vulgar, el derecho de representación y el acrecimiento sucesorio. El ejercicio mismo del derecho lo consume, extinguiendo a su vez la eficacia de la delación.

## Efectos
Al no constituir el derecho de transmisión una forma especial de suceder, no da lugar a un modo de distribución de la herencia distinto de los ya vistos. Una vez presentes los presupuestos constitutivos de la transmisión del ius optionis, el transmisario sucede, sea en virtud de testamento o de la ley. Si se trata de una sucesión intestada, operará el derecho propio o el derecho de representación según el caso, provocando la división per cápitas o per stirpes, respectivamente.
Cuando el sujeto transmitente, titular originario del ius delationis, ha realizado actos de disposición del mismo, tanto inter vivos como mortis causa, en este último caso, a título singular o de legado, se entiende que el derecho de aceptar o repudiar la herencia se ha extinguido por aceptación.